# Neuburger Altrhein, westlicher Teil
Koordinaten: 48° 59′ 42″ N, 8° 14′ 7″ O

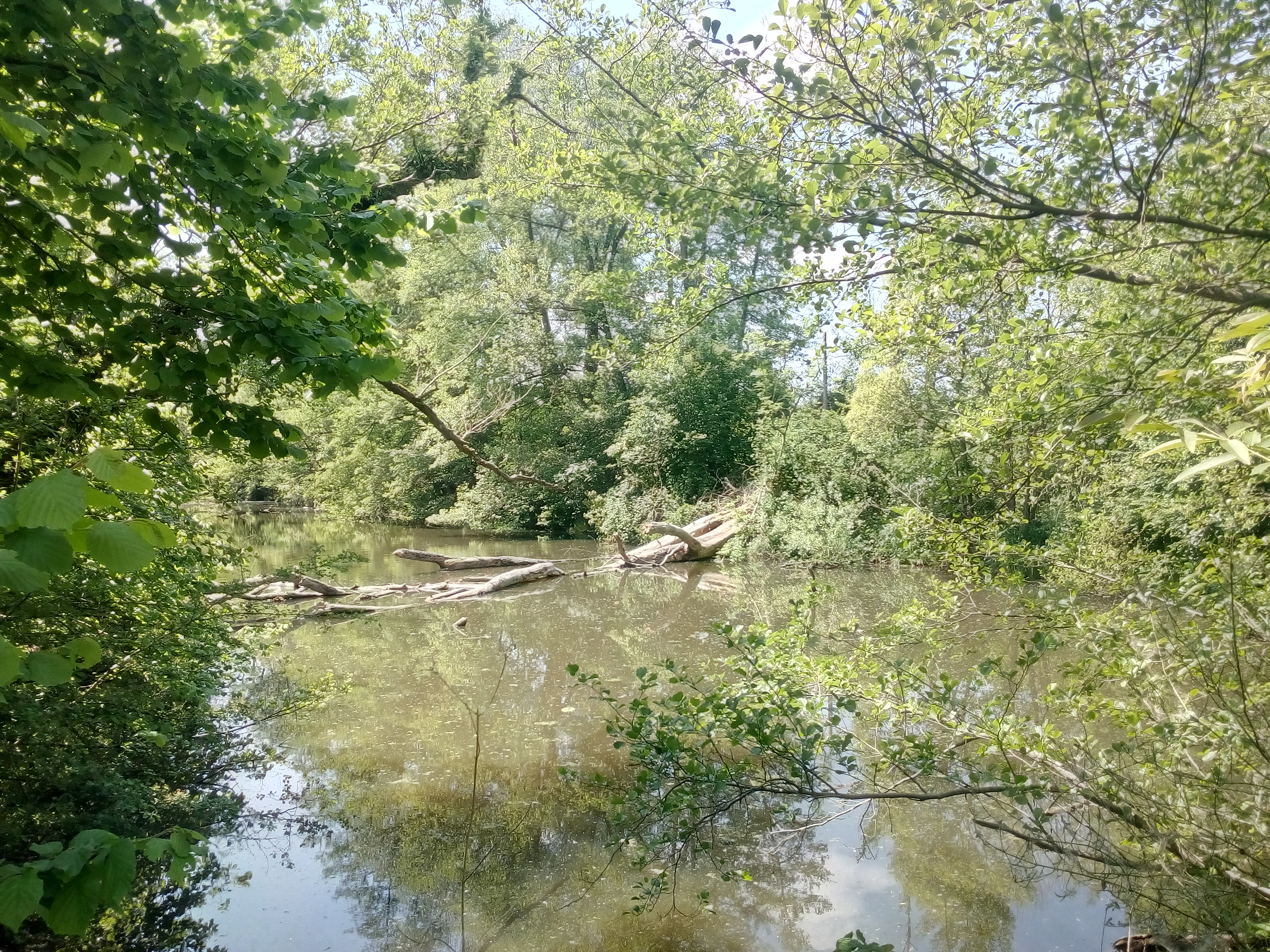
Panzergraben im Naturschutzgebiet Neuburger Altrhein, westlicher Teil

Das Naturschutzgebiet Neuburger Altrhein, westlicher Teil liegt in der Ortsgemeinde Neuburg am Rhein im Landkreis Germersheim in Rheinland-Pfalz. Das etwa 18 ha große Gebiet, das im Jahr 1983 unter Naturschutz gestellt wurde, erstreckt sich nordwestlich des Kernortes Neuburg am Rhein.
Schutzzweck ist die Erhaltung des vielfältig und reich gegliederten Altrheingebietes mit den darin enthaltenen Wasserflächen des sogenannten Panzergrabens, den Verlandungszonen und den Schilf- und Riedflächen als ideale Lebensräume für eine artenreiche Pflanzen- und Tierwelt in allen ihren Erscheinungsformen, als Standort seltener Pflanzenarten und Pflanzengesellschaften sowie als Lebensraum seltener, in ihrem Bestand bedrohter Tierarten und aus wissenschaftlichen Gründen.